# Centro Expandido de Bogotá

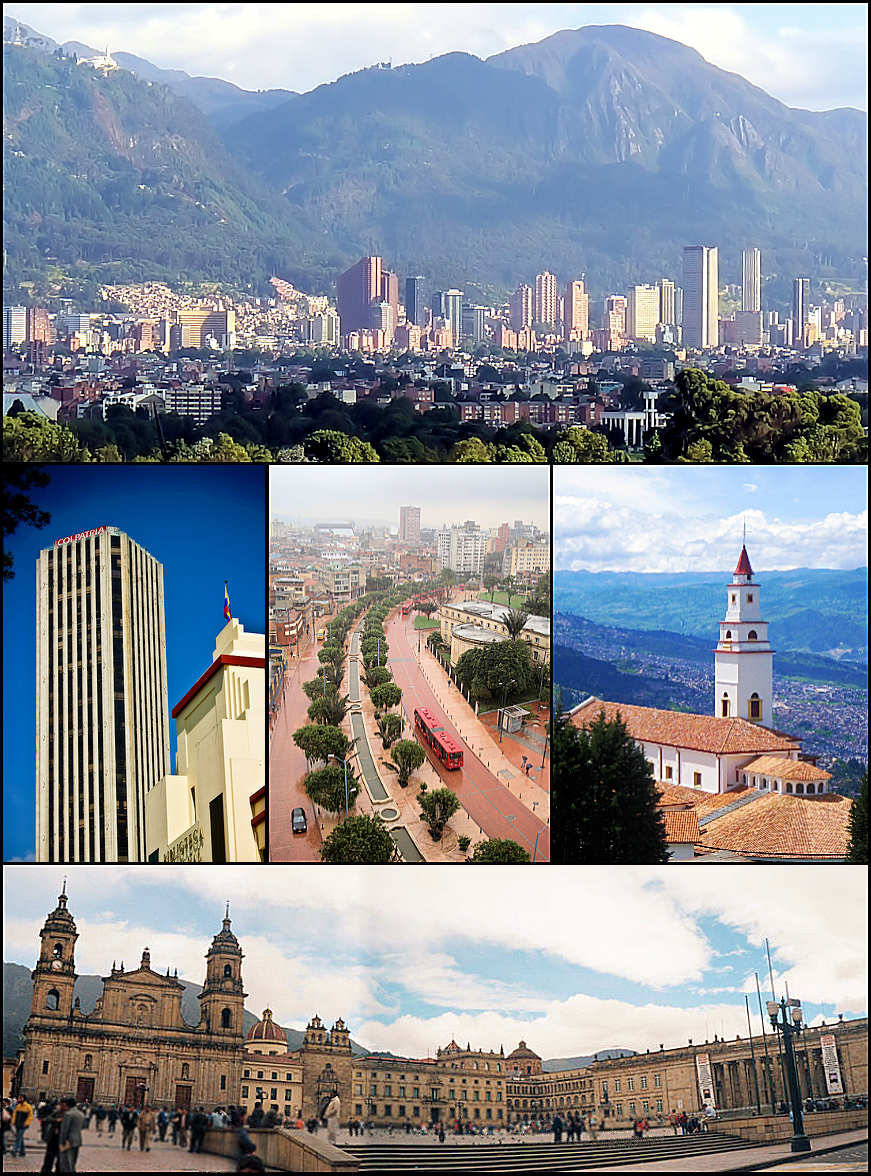
Imágenes del Centro de Bogotá.

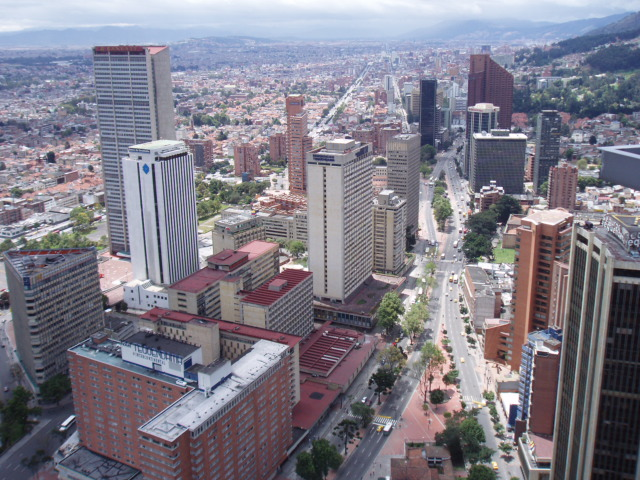
Centro Internacional, visto desde la Torre Colpatria.

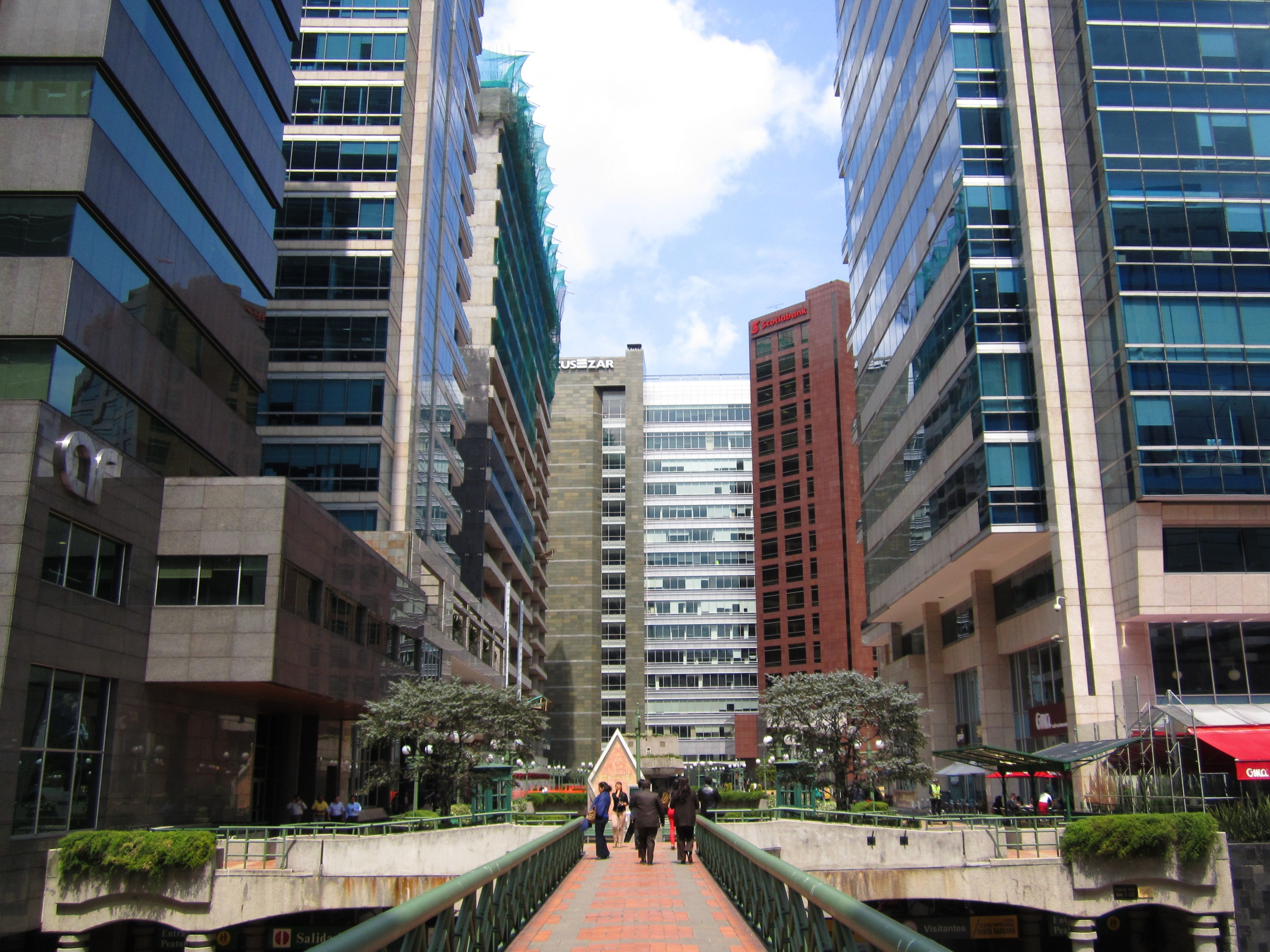
Centro Empresarial de Santa Bárbara, en la Calle 116.

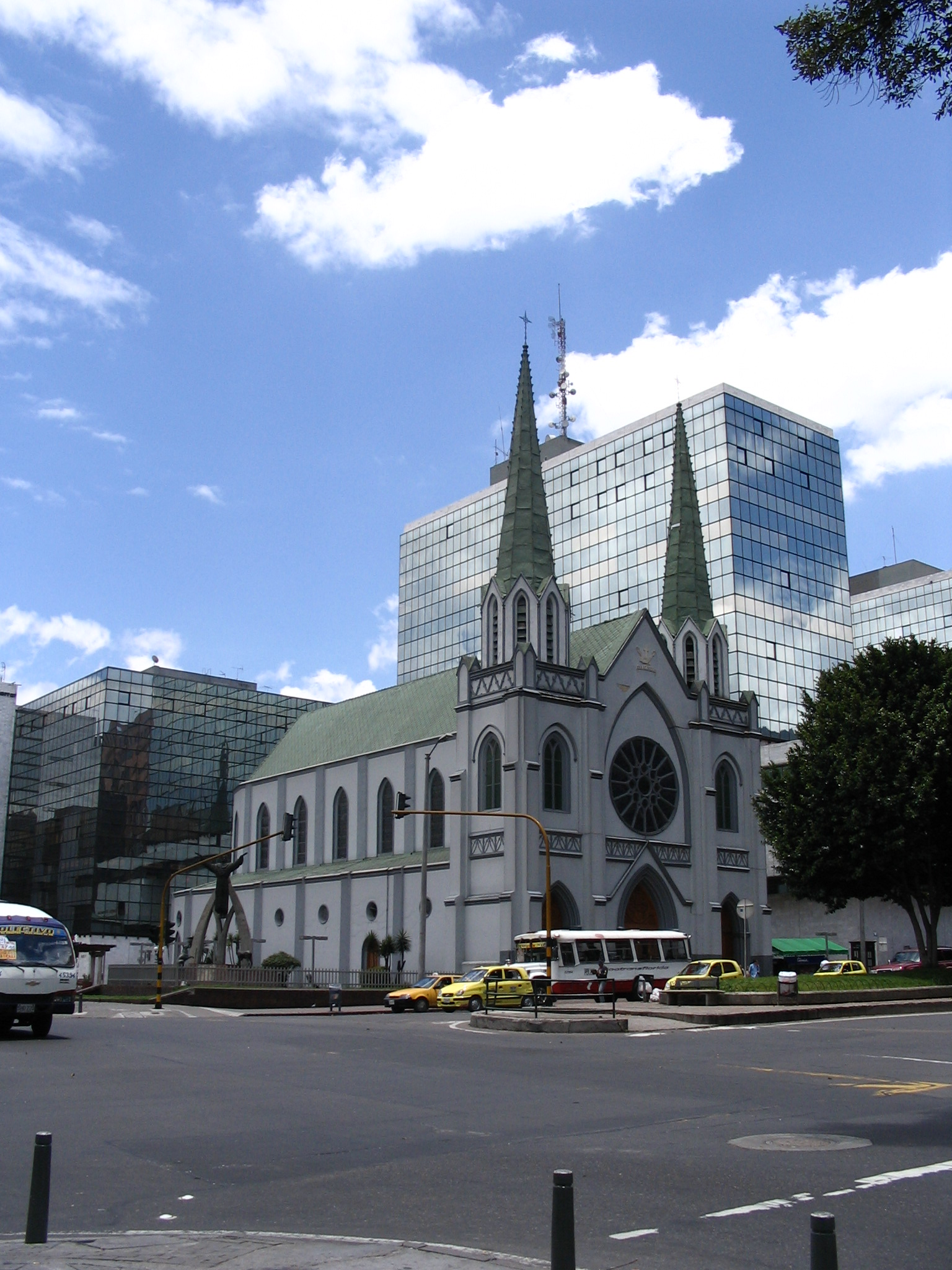
Iglesia de la Porciuncula, en el sector de la Calle 72 (Avenida Chile), el nuevo centro financiero de la ciudad.

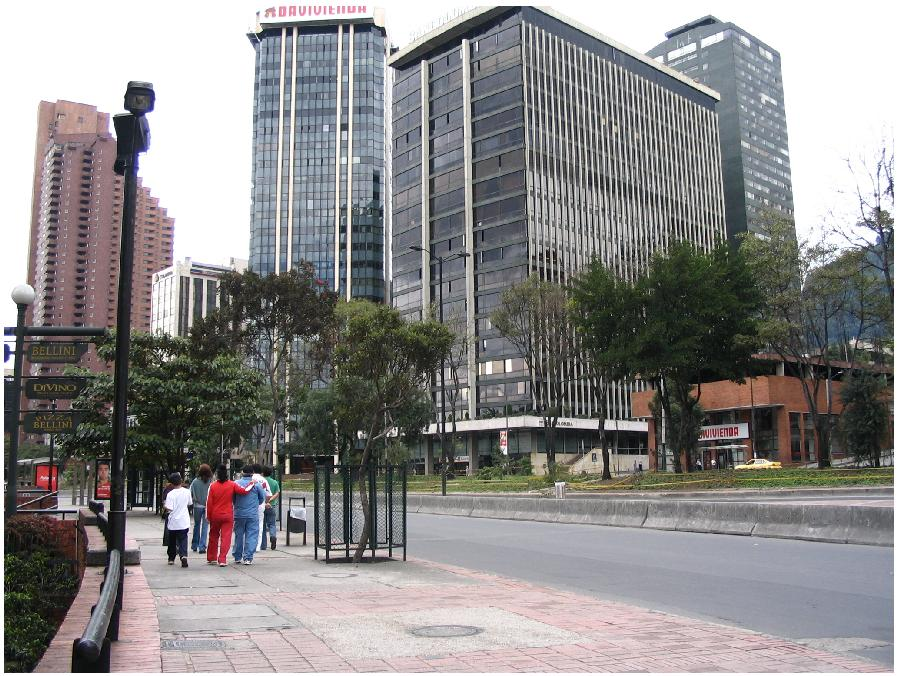
Edificios bancarios en el Centro Internacional de Bogotá, año 2005.

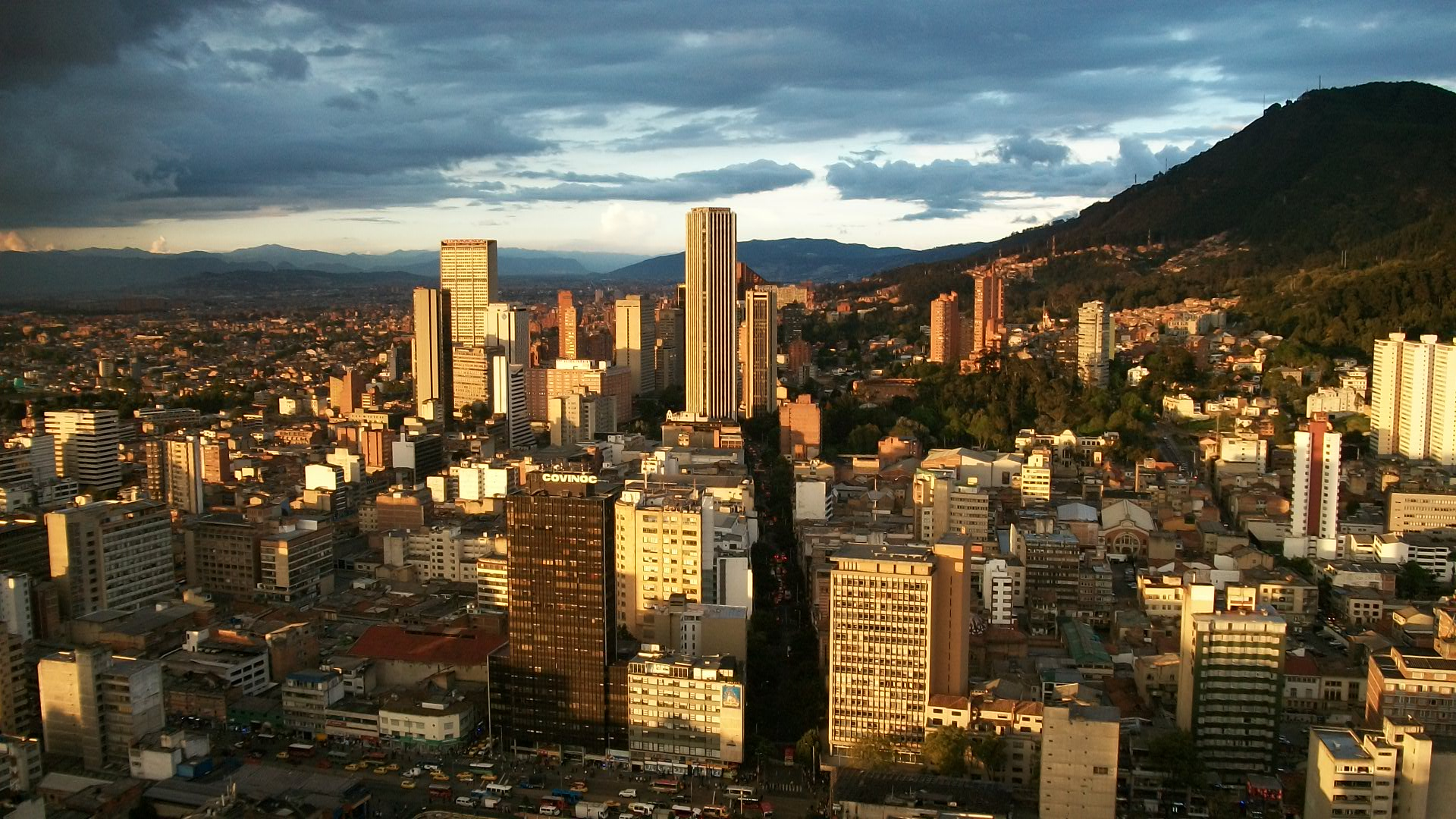
Centro Internacional de Bogotá, visto desde el Edificio Avianca.

El Centro Expandido de Bogotá (CEB), es un concepto definido por la Alcaldía Mayor de Bogotá, que parte de la necesidad de mejorar la planeación urbana en las zonas que se están constituyendo como integrantes del centro de la ciudad.
Durante el transcurso del siglo XX (especialmente la segunda mitad), el constante crecimiento de la ciudad y las fuertes variaciones en los niveles de habitación del centro de la ciudad, debido a problemas de delincuencia y deterioro urbano; las actividades comerciales y residenciales se fueron desplazando hacia otros sectores más al norte.
Estos nuevos sectores en auge son los "centros" empresariales de la Avenida Chile (años 80), la Calle 100 (años 90) y Santa Bárbara (Calle 116) y Ciudad Salitre, (estos dos durante los años 90 y comienzos de los 2000), además de que las actividades comerciales minoristas emigraron hacia sectores como Ferias, Siete de Agosto, Suba, Kennedy y Chapinero, aunque en su mayoría aun siguen concentradas en el sector de San Victorino (enmarcado dentro del eje comercial de la Avenida Jiménez).
Debido a la integración de estos sectores se consideró la necesidad de crear planes de movilidad y urbanismo que abarcaran estos sectores.

## Límites
Dentro de la definición del CEB que cobro auge a raíz de los estudios para el Sistema Integrado de Transporte Público (SITP), están los sectores dentro de los siguientes límites:
- Límite norte: Avenida Pepe Sierra o Calle 116
- Límite sur: Avenida Calle Sexta
- Límite oriental: Avenida Circunvalar
- Límite occidental: Avenida NQS, o también llamada Carrera 30

## Sectores Incluidos
Dentro de los sectores incluidos se encuentran:
- Calle 100
- Avenida Chile
- Barrios Unidos (hasta la Avenida NQS)
- Chapinero
- Teusaquillo (hasta la Avenida NQS)
- Centro Administrativo Distrital (CAD)
- Centro Internacional de Bogotá
- Avenida Jiménez
- Santa Fe
- La Candelaria
- Los Mártires (hasta la Avenida Sexta)

## Sitios de Intereses
- La  Torre Colpatria (Observatorio - último piso)
- El Museo Nacional de Colombia.
- La Plaza de toros de Santamaría.
- Los Parques de la Independencia, Tercer Milenio y el Nacional Olaya Herrera.
- El Museo de Historia Natural
- El Planetario Distrital
- El Museo del Oro
- La Biblioteca Nacional de Colombia
- Las Iglesias de San Francisco, la Tercera, la Veracruz, La Peña, la Capuchina y la Basílica del Señor de Monserrate.
- la Plaza de Mercado de las Cruces.
- La Universidad Jorge Tadeo Lozano.
- El barrio La Merced.
- El Colegio San Bartolomé La Merced, en donde se encuentra el primer campo de fútbol construido en la ciudad.
- El Colegio Mayor de San Bartolomé, epicentro de formación de los próceres de la independencia y presidentes de Colombia.
- Las Torres del Parque, contiguas al Parque de la Independencia, diseñadas por el arquitecto Rogelio Salmona.
- El Cementerio Central.
- La Universidad Distrital Francisco José de Caldas
- La Pontificia Universidad Javeriana
- La Universidad Libre
- La Universidad Santo Tomás
- La Universidad Pedagógica Nacional
- La Universidad Central
- La Universidad de Los Andes
- La Universidad del Rosario.